# Camelot (Spieleentwickler)
K.K. Camelot (jap. 株式会社キャメロット, Kabushiki kaisha Kyamerotto, engl. Camelot Software Planning) ist ein japanischer Videospieleentwickler. Er entwickelt viele Spiele für Nintendo und ist vor allem durch die Golden-Sun-Serie für den GBA bekannt.
Das Unternehmen wurde 1990 als K.K. Sonic (株式会社ソニック, Kabushiki-gaisha Sonikku, engl. Sonic! Software Planning) von den Brüdern Hiroyuki Takahashi (高橋 宏之) und Shūgo Takahashi (高橋 秀五) mit Finanzierung durch Sega gegründet. Das Softwareunternehmen entwickelte erfolgreiche Spiele wie Shining Force: The Legacy of Great Intention und Shining Force II: Ancient Sealing. Am 4. April 1994 wurde es mit einem anderen Beteiligungsmodell als K.K. Camelot neugegründet.

## Spiele von Camelot (Erscheinungsjahr in Japan)
| - Shining in the Darkness – 1991 - Shining Force: The Legacy of Great Intention – 1992 - Shining Force II: Ancient Sealing – 1993 - Shining Force CD – 1994 - Shining Force Gaiden – 1992 - Shining Force Gaiden II: Sword of Hayja – 1993 - Shining Force Gaiden: Final Conflict – 1995 - Beyond the Beyond – 1995 - Hot Shots Golf – 1997 - Shining Wisdom – 1995 - Shining the Holy Ark – 1996 - Shining Force III – 1997 - Shining Force III Scenario 2 – 1998 - Shining Force III Scenario 3 – 1998 - Shining Force III Premium Disc – 1998 - Mario Golf – 1999 - Mario Tennis – 2000 - Mario Golf – 1999 - Mario Tennis – 2000 - Mobile Golf – 2001 | - Mario Golf: Toadstool Tour – 2003 - Mario Power Tennis – 2004 - Golden Sun – 2001 - Golden Sun: Die vergessene Epoche – 2003 - Mario Golf: Advance Tour – 2004 - Mario Power Tennis – 2005 - We Love Golf! – 2007 - Golden Sun: Die dunkle Dämmerung – 2010 - Mario Tennis: Ultra Smash – 2015 - Mario Tennis Open – 2012 - Mario Golf: World Tour – 2014 - Mario Sports Superstars – 2017 - Mario Tennis Aces – 2018 - Mario Golf: Super Rush – 2021 |